# Bastiaan Johannis Odink
Bastiaan Johannis (Bas) Odink (Bergschenhoek, 6 augustus 1918) is een Nederlands architect.
Hij was zoon van (hoofd-)onderwijzer Frans Hendrik Odink en Dingena Johanna Quist. Hijzelf huwde Willemijntje Hutten.
Hij heeft gewerkt voor de Dienst der Publieke Werken van de gemeente Amsterdam en was onder meer verantwoordelijk voor een aantal sportgebouwen, nutsgebouwen, waaronder de Telefooncentrale Amsterdam-Slotervaart (1959), scholen, het Flevohuis in Amsterdam-Oost (1971) en het Slotervaartziekenhuis.

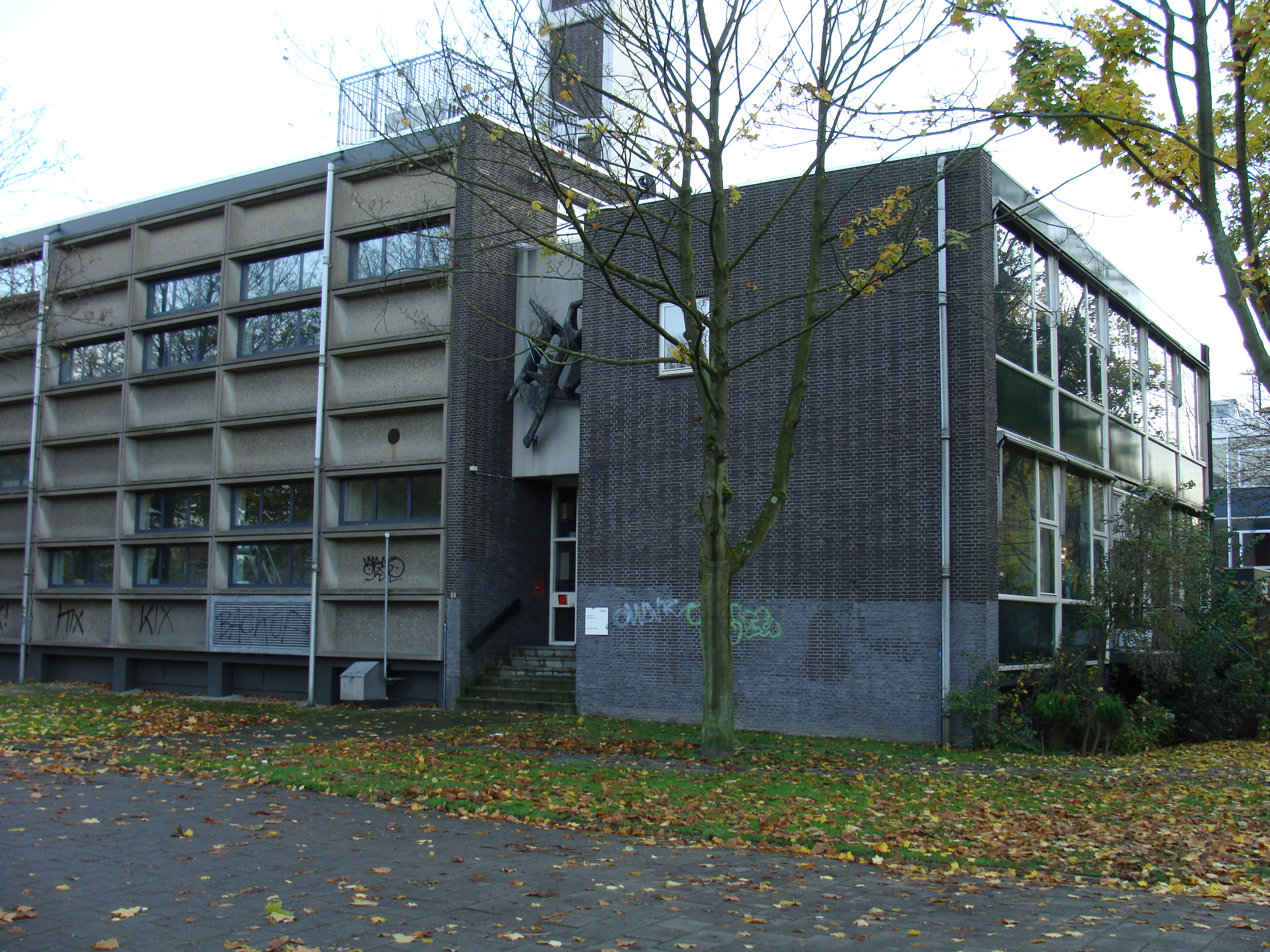
Telefooncentrale Slotervaart
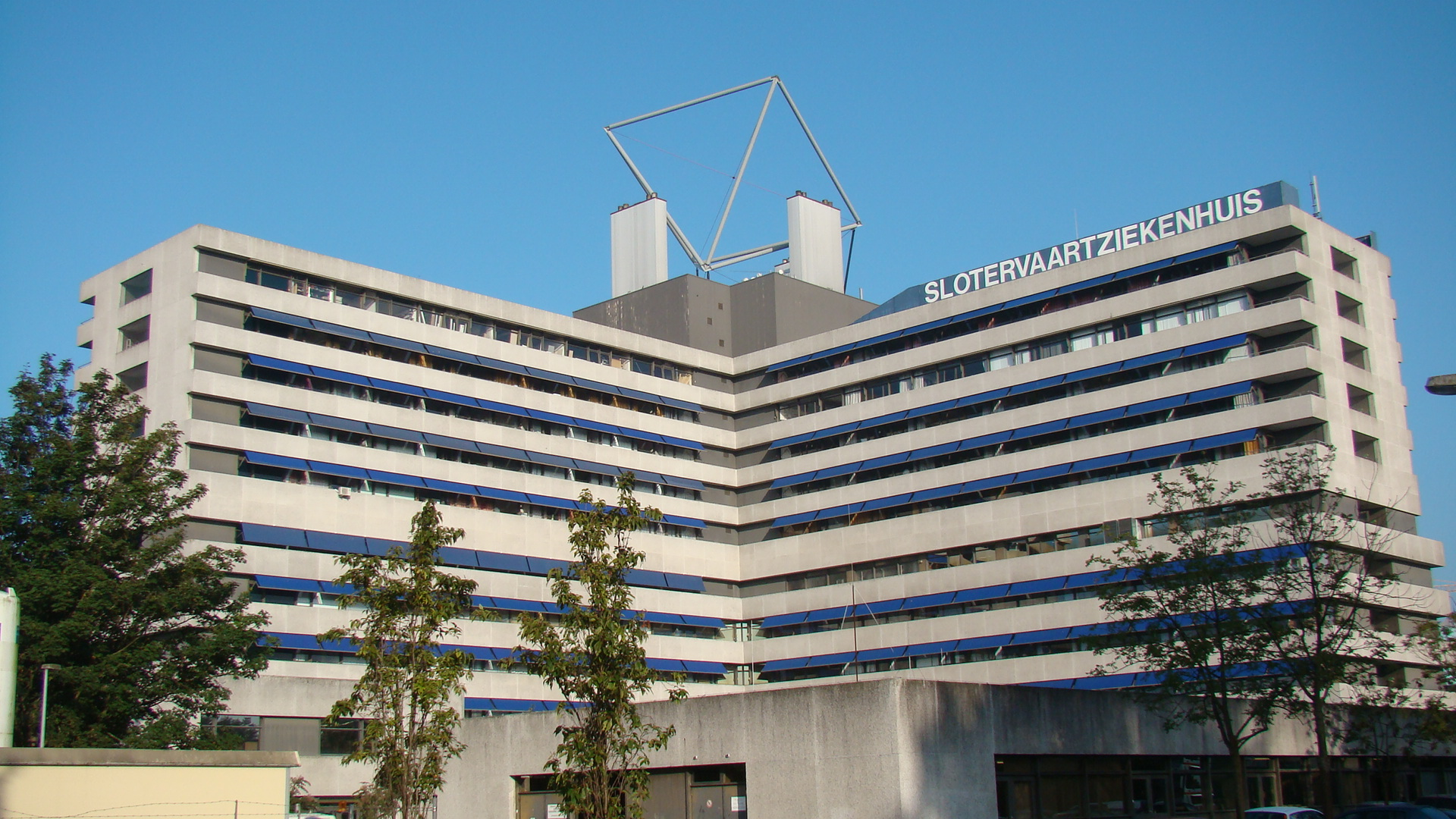
Slotervaartziekenhuis Amsterdam